# Judith Gruber
Judith Gruber-Rizy (* 1. November 1952 in Gmunden; auch Judith Gruber) ist eine österreichische Schriftstellerin.

## Leben
Kindheit und Jugend verbrachte sie in den oberösterreichischen Orten Altmünster und Attnang; anschließend studierte sie Germanistik und Theaterwissenschaften in Wien. Sie ist mit dem Schriftsteller Helmut Rizy verheiratet und lebt in Wien und Oberösterreich.
Judith Gruber-Rizy ist Mitglied der Grazer Autorinnen Autorenversammlung, des Österreichischen Schriftsteller/innenverbandes (von 2009 bis 2013 stellvertretende Vorsitzende) und der Europäischen Autorenvereinigung Die Kogge.

## Werkbeschreibung
In geographischen Magiepunkten (Aurach; Text-Landschaft) erzählt Judith Gruber-Rizy von einer Aura,  die als Kindertraum evoziert und als Erwachsenenwelt dekonstruiert wird.  Flucht und Ziel liegen dabei wie Zusatztanks unter den Flügeln einer kunstvollen 'Drächin', welche die Leser in  abgelegene Zeiten und Landschaften führt.

## Werke
- Franz Kain – Eine Monographie. Dissertation. Universität Wien. Wien 1985
- Aurach. Roman. Weitra 2002. ISBN 3-85252-418-0
- Zwischen Landschaft. Texte. Aspach–Wien 2006. ISBN 978-3-900050-88-7
- Einmündung. Roman. Klagenfurt 2008. ISBN 978-3-902585-19-6
- Drift. Roman. Wien – St. Wolfgang 2009. ISBN 978-3-902157-54-6
- Schwimmfüchslein, Roman, Innsbruck 2013  ISBN 978-3-902534-83-5
- Der Mann im Goldrahmen, Roman, Wien 2016  ISBN 978-3-903091-06-1
- Eines Tages verschwand Karola, Roman, Wien 2018  ISBN 978-3-903091-43-6

## Preise und Auszeichnungen
- Theodor-Körner-Preis 1994
- Erster Preis beim Max-von-der-Grün-Literatur-Wettbewerb 1996; (= ab 1999 Buch.Preis)